# Paramyia nigra
Paramyia nigra är en tvåvingeart som beskrevs av Samuel Wendell Williston  1897. Paramyia nigra ingår i släktet Paramyia och familjen sprickflugor.
Artens utbredningsområde är Grenada. Inga underarter finns listade i Catalogue of Life.